# 手語輔助教學計劃
手語輔助教學計劃（英語：Sign Assisted Instruction Programme），是由路德會啟聾學校於2012年2月獲優質教育基金資助成立，實行爲期三年的「配合新高中課程發展，開發教學手語新詞彙」計劃，建立香港手語視像字典。除了日常手語打法之外，還開發學科詞彙和測試環節，協助師生提升教學效能。

## 計劃背景
目前香港欠缺一套手語詞彙庫，大部份手語詞彙是透過不同的聾人群體自創出來，一個手語詞彙可能會有幾個打法，而且詞彙多以日常生活事例為主，教育用的學科專有名詞比較貧乏，現有的手語詞彙不足以應付現今的教學需要，特別是通識科、科學科等，這些學科的專有名詞未有手語可以表達，令聾人學生的學習及教師授課時產生很多阻礙，影響學與教的效能。
在2012年2月，路德會啟聾學校獲香港政府的優質教育基金撥款300萬元，推行為期三年的「手語輔助教學計劃」，希望藉此整理手語教學，並製作手語視像字典。

## 計劃內容
1. 確立教職員在課堂教學時使用口語同時採用手語的教學模式
2. 成立手語教學資源中心
3. 整理常用的手語詞彙，幫助聾人學生有系統地建立一套共同語言，加強溝通能力，提高學習效能
4. 開發學校各科教學所需的手語專門詞彙，幫助學生理解教學內容及鞏固所學
5. 培訓及提升教職員的手語表達能力，提高教學效能
6. 推動學校學習手語的風氣
7. 支援聾人學生的家庭學習手語
8. 為主流學校的聾人學生和各負責特殊學習需要的教職員提供學習手語的渠道，以支援其學與教

## 聾人機構的反應
聾人機構「龍耳」接受訪問時表示專為聾人而設的特殊教育學校由從前三間，只剩一間路德會啟聾學校。她指出以前的特殊教育學校不教手語，學生完全聽不到也被迫用剩餘的聽力或看讀唇聽老師講課。學生只能吸收到三成的知識。即使家人有能力為子女補習，補習老師再重新教一次會浪費時間。這樣會令學生無心向學，會有很大的挫敗感。路德會啟聾學校由2012年起，推行為期三年的手語輔助教學計劃。

## 手語輔助教學
現時聾人學生大多獲香港政府資助安裝人工耳蝸，但平等機會委員會高級機構傳訊主任陳潔貞表示，人工耳蝸的助聽功能一般，曾有路德會啟聾學校的學生反映，經常只聽到微弱的聲音，無法解決學習困難。該校會在課堂上會以口語和手語並行教學，利用手語來輔助教學，讓學生更容易理解和吸收。

## 外部連結
- 手語輔助教學計劃官方網頁 （页面存档备份，存于）
- 手語輔助教學計劃的Facebook專頁